# Frohental
Die Ortslage Frohental (Schreibweise bis um 1927: Frohenthal) im Wohnquartier Schrödersbusch im Wuppertaler Stadtbezirk Vohwinkel geht auf eine alte Hofschaft zurück.

## Lage
Die Hofschaft befindet sich im Osten des Stadtteils, an einem nach Norden abfallenden Hang, der im unteren nordöstlichen Bereich am Ufer der Wupper endet.
Benachbarte Ortslagen sind: Hammerstein, Schrödersbusch, Mühlenpfad, Steeger Eiche, Schieten und Boltenheide.

## Etymologie
Die Herkunft des Namens Frohental geht wahrscheinlich auf ‚Frondal‘ (althochdeutsch = frone = „dem Herrn gehörig“) zurück.

## Geschichte
Frohental ist als kleiner Kotten wohl erst nach 1830 entstanden.
Frohental gehörte zur 1867 von Haan getrennten Bürgermeisterei Sonnborn, die 1888 unter Gebietsverlusten an Elberfeld in die Gemeinde Vohwinkel überging.
Im Gemeindelexikon für die Provinz Rheinland von 1888 werden ein Wohnhaus mit 17 Einwohnern angegeben.
Auf den Karten ab 1892/94 ist die Hofschaft mit Namensnennung verzeichnet. Wurde die Hofschaft früher von Norden (die heutige Werderstraße) und aus dem Westen (vom Mühlenpfad) erschlossen, ist die Erschließung aus dem Norden um 1938 weggefallen. Mit dem Bau des Zubringers nördlich der Hofschaft, als Landesstraße 418, von der Bundesautobahn 46 zum Kiesbergtunnel in den späten 1960ern ist die Erschließung nur aus dem Westen, kurz hinter einer Straßenbrücke über die Landesstraße möglich.

## Die heutige Straße
Nach dieser Ortslage ist die Straße Frohental benannt. Sie erschließt die Hofschaft von der Straße Mühlenpfad aus.